# Gothic×Luck
Gothic×Luck（ゴシックラック）とは、アニメ『けものフレンズ2』より誕生した、カタカケフウチョウ役の八木ましろとカンザシフウチョウ役の菅まどかによる声優ユニットである。公式略称は「ゴクラク」。2022年5月31日に活動を終了した。
2025年には舞台『けものフレンズ』JAPARI STAGE！～きみのあしおとがまたきこえた～でカンザシフウチョウ役を担当した吉宮瑠織を迎えてけものフレンズ10周年記念企画 二夜限りの復活ライブが行われた。

## メンバー

### 活動終了時
| 名前       | 担当キャラクター   |
| ---------- | ------------------ |
| 八木ましろ | カタカケフウチョウ |
| 菅まどか   | カンザシフウチョウ |

### 2025年復活ライブ
| 名前       | 担当キャラクター   |
| ---------- | ------------------ |
| 八木ましろ | カタカケフウチョウ |
| 吉宮瑠織   | カンザシフウチョウ |

## 略歴
2018年11月8日
『舞台「けものフレンズ」2～ゆきふるよるのけものたち～』でデビュー。
2018年12月9日
配信された番組「PPPのゆるぺぱ！」第33回で番組初出演。
2018年12月17日
新宿ピカデリーで行われた『アニメ「けものフレンズ2」先行上映会』でイベント初登壇。イベントの模様はニコニコ生放送で『先行上映会「けものフレンズアワー2」in 新宿ピカデリーexit_nicolive』として生中継された。
2018年12月24日
ニコニコ生放送でGothic×Luckの名前が付いた初の番組「ちく☆たむ・Gothic×Luckとクリスマスパーティー」が放送される。
2019年1月
アニメ『けものフレンズ2』のエンディングテーマを担当。1月12日に開催された『「けものフレンズ2」前前夜祭』では、サプライズでエンディング曲を歌唱した。
2019年3月13日
デビューEP「Starry Story EP」をリリース。
2020年3月13日
配信限定シングル「桜てのひら」をリリース。
2020年3月20日
デビュー1周年記念として初のワンマンライブ「Gothic×Luck 1st Anniversary〜チャールズのかしのき〜」を表参道GROUNDで開催。
2020年12月11日
初の無観客オンラインライブ「Gothic×Luck online LIVE ～オリオンの輝き～」を開催。
2021年4月4日
文化放送の超!A&G+でインターネットラジオ「Gothic×LuckのGothic×Radio」を放送開始。
2021年6月30日
2nd EP「おやすみ おはよ」をリリース。
2021年7月31日
初のライブツアー「ユメノナカノセカイ」の大阪公演を心斎橋SUNHALLで開催。
2022年5月29日
同年4月8日に、Gothic×Luck、及び菅まどかの活動終了に伴い、ラストライブを開催することが発表された。
2022年5月31日
活動終了。
2025年4月29日
けものフレンズの10周年記念企画として、吉宮瑠織を新メンバーとして迎えた復活ライブただいま。がOSAKA MUSEで開催された。
2025年5月5日
同ライブが代官山UNITで開催された。

## ディスコグラフィ

### シングル

#### 配信限定シングル
| 発売日        | タイトル   | 規格                   |
| ------------- | ---------- | ---------------------- |
| 2020年3月13日 | 桜てのひら | デジタル・ダウンロード |

### アルバム

#### ミニアルバム
| #   | 発売日        | タイトル        | 規格品番                                                                               | 最高位 |
| --- | ------------- | --------------- | -------------------------------------------------------------------------------------- | ------ |
| 1st | 2019年3月13日 | Starry Story EP | VICL-65127（通常盤） VIZL-1530（初回限定盤） VIZL-1548（完全生産限定けものフレンズ盤） | 26位   |
| 2nd | 2021年6月30日 | おやすみ おはよ | VICL-65510（通常盤） VIZL-1907（初回限定盤）                                           | 32位   |

## 出演
※はインターネット配信

### ラジオ
- Gothic×LuckのGothic×Radio（2021年4月4日 - 2022年3月27日、超!A&G+※）[11]